# EZ助手席ナビ
EZ助手席ナビ（イージーじょしゅせきナビ）はKDDI／沖縄セルラー電話の各auブランドとナビタイムジャパンが提供する、同乗者向けのカーナビゲーションサービスである。ルート検索、案内技術などはNAVITIMEに拠準。

## 概要
インターネットというリアルタイムな情報が受信できる携帯電話ならではのメリットを生かし、随時更新される最新の地図情報や全国の交通情報、放置車両重点取締区域の表示など、一般的なカーナビを上回るサービスを取り入れ、特別な取り付け作業などをしなくても携帯電話がカーナビ代わりになるとして話題になった。現在はauの代表的なサービスの1つである。
ただし、あくまでも簡易的なナビゲーションサービスに過ぎない。車速検出ができないのでトンネルなどの障害物の下では正確な現在地を表示できない、地図をインターネット経由で受信するため圏外では利用できない、パケット通信料がかかる（定額制に加入している場合は上限額の対象）、レスポンスが遅い、などの欠点があり、本格的なナビゲーション性能を求める場合にはあまり向かない。また、本サービスは名称どおり助手席に座っている同乗者が対象である。運転者が携帯電話の画面を直視ないし操作することは道路交通法に違反する可能性があるので、注意が必要である。利用には、専用のEZアプリ(BREW)が必要で、パケット通信料定額サービスが推奨されている。同社が提供する歩行者向けナビゲーションサービス「EZナビウォーク」と相互に切り替えることができる。
また、スマートフォン向けには同様の機能を搭載したアプリとして「au助手席ナビ」が用意されており、こちらはauと契約していないスマートフォンでも利用できる。

## 機能
ナビ
目的地を設定することによって探索されたルートから、移動に応じてリアルタイムにスクロール・回転する地図と音声、バイブでナビをすることが出来る。ルートは、一般道優先や高速道路優先など、条件に応じて複数選択可能。また、高速料金や排気ガス排出量の計算やオートリルート、交通状況に応じた探索が可能など、一般的なカーナビゲーションシステムと比較しても遜色のない機能が用意されている。電子コンパス非搭載機種でも、地図の自動回転が可能。視点変更も可。また、道を外れたときにも再検索するリルート検索搭載。
地図
GPSで現在位置の地図を自動更新することが可能。
ドライブスポット情報
季節のお出かけ情報、最新のおすすめスポット情報などを提供する。
周辺検索
コンビニやファミレス、ガソリンスタンドなどのカテゴリ別に周辺検索ができる。検索結果には、店名などのほかに、現在地からの距離もテキスト表示される。天気情報も案内される。
駐車場検索
目的地周辺の駐車場情報を検索することができる。また、今いる場所から駐車場までのルートを表示する。満車空車情報も検索できる。
道路交通情報
全国の道路交通情報を、リアルタイムで確認することが出来る。渋滞情報に対応し、抜け道検索などもできる。

## 対応機種
EZ助手席ナビ
- 「KCP+」対応機種を含むCDMA 1x WINシリーズ
  - W20番台(W21H、W21Kを除く)
  - W30番台(W32Kを除く)
  - W40番台(全機種)
  - W50番台(全機種)
  - W60番台(Walkman Phone, Xmini（W65S）を除く)

au助手席ナビ
- Android 1.6以降
- iOS 5.0以降

## 利用料金
- 月額300円、または24時間150円（税抜）

## 特許侵害としての訴訟問題
カーナビゲーション開発大手のパイオニアは、2009年11月11日までにナビタイムジャパンに対し、EZ助手席ナビが特許侵害であることを理由として東京地方裁判所へ訴えを起こした。EZ助手席ナビソフトの流通の禁止及び10億円の賠償を請求する内容であった。
この判決が2010年12月6日に行われ、パイオニアの請求は棄却された。パイオニアの特許は、ナビゲーション機器全てを車両に搭載することが前提となっており、EZ助手席ナビソフトはこれに当たらないというのが、棄却の理由となっている。
一審判決を不服とするパイオニアは知的財産高等裁判所へ控訴するも、その後棄却の判決が下っている。